# 오픈소스SW 라이선스 종합정보시스템
오픈소스SW 라이선스 종합정보시스템(약칭: 오리스, 영어: Opensource SW License Information System; OLIS)는 한국저작권위원회에서 운영하는 오픈소스 소프트웨어 라이선스에 대한 전문적인 정보를 제공하는 웹사이트이다.

## 역사
- 2009년 4월 OLIS 오픈[1]
- 2018년 4월 라이선스 컨설팅 사업 개시[2]
- 2018년 5월 라이선스 전문교육 개설[3]

## 기능[4]
오픈소스 라이선스에 대한 주요 개념에 대한 내용과 함께 주로 사용되는 (오픈 소스 이니셔티브 혹은 리눅스 재단에 인증받은) 라이선스 목록을 한글 전문과 함께 제공하며 영어 전문과 비교할 수도 있으며 상담 게시판을 통해 오픈소스 라이선스에 대하여 질문을 남길 수 있다.
2018년부터 오픈소스 라이선스에 대한 컨설팅도 진행한다. 정부에서 지원하는 무료 사업으로 전문 컨설팅, 거버넌스 컨설팅, 교육 컨설팅 등을 제공한다.